# Johannes Block
Johannes Block foi um general da Alemanha durante a Segunda Guerra Mundial, onde comandou diversos corpos de Exército. Nasceu em Büschdorf em 17 de Novembro de 1894, morto em ação perto de Kielce na Polônia em 26 de Janeiro de 1945.
Johannes Block se alistou para o Exército como voluntário em Agosto de 1914 e se tornou um oficial cadete em 1915, encerrando a Primeira Guerra Mundial como Leutnant. Durante o períodode entre-guerras ele serviu em várias unidades de infantaria como oficial de staff.
Em Setembro de 1939, se tornou um Oberstleutnant. Obteve a patente de Oberst em 1 de Agosto de 1941. Ele continuou a subir rapidamente por entre as patentes durante a guerra, from Generalmajor em 1 de Setembro de 1942 para Generalleutnant em 21 de Janeiro de 1943 e General der Infanterie em 20 de Agosto de 1944.
Foi o comandante oficial de um batalhão de infantaria e mais tarde um regimento com o início da Segunda Guerra mundial, ele comandou a 294ª Divisão de Infantaria a partir de 15 de Maio de 1942.
Mais tarde assumiu o comando do VIII Corpo de Exército (1 de Abril de 1944), o XIII Corpo de Exército (25 de Abril de 1944) e finalmente o LVI Corpo Panzer (15 de Agosto de 1944).
Block foi morto em ação perto de Kielce na Polônia em 26 de Janeiro de 1945. Foi condecorado com a Cruz de Cavaleiro da Cruz de Ferro (22 de Dezembro de 1941), com Folhas de Carvalho (22 de Novembro de 1943, n° 331).